# یواف‌سی ۳۱۹
یواف‌سی ۳۱۹: دوپلسی vs. چیمایف (انگلیسی: UFC 319: du Plessis vs. Chimaev) یک رویداد هنرهای رزمی ترکیبی است که توسط یواف‌سی تهیه شده و در ۱۶ اوت ۲۰۲۵ در یونایتد سنتر شیکاگو برگزار خواهد شد.

## زمینه
این رویداد هشتمین حضور این تیم در شیکاگو و اولین حضور آنها از زمان یواف‌سی ۲۳۸ در ژوئن ۲۰۱۹ خواهد بود.
قرار است یک مبارزه قهرمانی میان وزن UFC بین قهرمان فعلی (و همچنین قهرمان سابق سبک وزن KSW ) دریکس دوپلسی و مدعی شکست ناپذیر حمزات چیمایف، در صدر این رویداد قرار گیرد. انتظار می‌رفت نصورالدین ایماووف به عنوان ذخیره و جایگزین بالقوه برای این مبارزه عمل کند، اما او یک ماه بعد اعلام کرد که دیگر این کار را نخواهد کرد زیرا او برای مبارزه با کایو بورالیو آماده می‌شود. در عوض، بورالیو اعلام کرد که ذخیره جدید برای رویداد اصلی خواهد بود. او و ایماووف همچنان قرار است سه هفته بعد در شب مبارزه UFC: ایماووف در مقابل بورالیو مبارزه کنند.
قرار است در این رویداد، یک مبارزه بین جف نیل و کارلوس پراتس در دسته میان وزن برگزار شود. در ابتدا قرار بود آنها در ماه آوریل در یواف‌سی ۳۱۴ با هم روبرو شوند، اما نیل به دلیل مصدومیت مجبور به کناره‌گیری از این مبارزه شد.